# DFB-Pokal 2008/09
Der DFB-Pokal 2008/09 begann am 7. August 2008 und endete mit dem Finale im Berliner Olympiastadion am 30. Mai 2009. Sieger der 66. Auflage des Wettbewerbs wurde Werder Bremen durch ein 1:0 im Endspiel gegen Bayer 04 Leverkusen. Leverkusen hatte im Viertelfinale Titelverteidiger FC Bayern München ausgeschaltet. Bremen konnte sich durch den Pokalsieg für die Play-off-Runde zur UEFA Europa League 2009/10 qualifizieren, die sie als Zehnter der Bundesliga nicht erreicht hätten, und schied später im Achtelfinale gegen den FC Valencia aufgrund der Auswärtstorregel aus. Leverkusen nahm als Neunter der Bundesliga in der Saison 2009/10 an keinem europäischen Wettbewerb teil.
Einem Beschluss des außerordentlichen DFB-Bundestages von 2006 entsprechend war in Abkehr von früheren Regelungen nur noch eine Mannschaft pro Verein teilnahmeberechtigt.

## Teilnehmende Mannschaften
Für die erste Runde waren folgende 64 Mannschaften qualifiziert:
| Bundesliga die 18 Vereine der Saison 2007/08 | 2. Bundesliga die 18 Vereine der Saison 2007/08 | Regionalliga die zwei Erstplatzierten der beiden Regionalligen in der Saison 2007/08                      | Verbandspokal die Landespokalsieger der 21 Landesverbände des DFB 1 (in Klammern die Spielklasse) |
| --- | --- | --- | --- |
| FC Bayern München (TV) Werder Bremen FC Schalke 04 Hamburger SV VfL Wolfsburg VfB Stuttgart Bayer 04 Leverkusen Hannover 96 Eintracht Frankfurt Hertha BSC Karlsruher SC VfL Bochum Borussia Dortmund Energie Cottbus Arminia Bielefeld 1. FC Nürnberg Hansa Rostock MSV Duisburg | Borussia Mönchengladbach TSG 1899 Hoffenheim 1. FC Köln 1. FSV Mainz 05 SC Freiburg SpVgg Greuther Fürth Alemannia Aachen SV Wehen Wiesbaden FC St. Pauli TuS Koblenz TSV 1860 München VfL Osnabrück 1. FC Kaiserslautern FC Augsburg Kickers Offenbach FC Erzgebirge Aue SC Paderborn 07 FC Carl Zeiss Jena | - Regionalliga Nord Rot Weiss Ahlen Rot-Weiß Oberhausen - Regionalliga Süd FSV Frankfurt FC Ingolstadt 04 | - Baden ASV Durlach (VL) - Bayern SpVgg Unterhaching (RL) SpVgg Ansbach 09 (OL) - Berlin Tennis Borussia Berlin (OL) - Brandenburg SV Babelsberg 03 (RL) - Bremen FC Oberneuland (OL) - Hamburg ASV Bergedorf 85 2 (OL) - Hessen SV Darmstadt 98 (OL) - Mecklenburg-Vorpommern TSG Neustrelitz (OL) - Mittelrhein FC Wegberg-Beeck (VL) - Niederrhein Rot-Weiss Essen (RL) - Niedersachsen Eintracht Nordhorn (OL) FC Hansa Lüneburg 3 (OL) - Rheinland SV Eintracht Trier 05 (OL) - Saarland FC 08 Homburg (OL) - Sachsen Chemnitzer FC (OL) - Sachsen-Anhalt Hallescher FC (OL) - Schleswig-Holstein Holstein Kiel (OL) - Südbaden SC Pfullendorf (RL) - Südwest SV Niederauerbach 4 (VL) - Thüringen FC Rot-Weiß Erfurt (RL) - Westfalen Preußen Münster (OL) VfB Fichte Bielefeld (LL) - Württemberg 1. FC Heidenheim 1846 (OL) |

## Auslosung
Die 64 Mannschaften werden zur Auslosung der 1. Runde in zwei Töpfe gesetzt: Im Amateurtopf sind alle Mannschaften enthalten, die
- sich über die Landespokale für den DFB-Pokal qualifiziert haben (24),
- in der Saison 2007/08 in die Zweite Bundesliga aufgestiegen sind (4) oder
- in der Saison 2007/08 aus der Zweiten Bundesliga abgestiegen sind (4).

Jeder dieser Mannschaften wird eine Mannschaft aus dem Profitopf zugelost, in dem alle Mannschaften der Ersten Bundesliga und diejenigen 14 Mannschaften der Zweiten Bundesliga enthalten sind, die in der Saison 2007/08 nicht aus der Zweiten Bundesliga abgestiegen sind. Das Heimrecht genießen die Mannschaften des Amateurtopfes.
In der 2. Runde wird ebenfalls aus einem Amateur- und einem Profitopf gelost. Hier gelten aber auch die Mannschaften, die in die Zweite Bundesliga aufgestiegen sind, als Profimannschaften. Auch hier genießen die Amateurmannschaften Heimrecht. Ist einer der Töpfe ausgeschöpft, so wird aus dem verbliebenen Topf zu Ende gelost; hierbei erhält stets die zuerst in eine Paarung geloste Mannschaft Heimrecht. Ab dem Achtelfinale wird nur noch aus einem Topf gelost. Heimrecht genießt eine Amateurmannschaft, wenn sie gegen eine Profimannschaft spielt, ansonsten die zuerst in eine Paarung geloste Mannschaft. Das Endspiel wird traditionell in Berlin ausgetragen.

## 1. Hauptrunde
Die Auslosung für die erste Hauptrunde 2008/09 fand am 6. Juli 2008 statt.
 Gespielt wurde vom 7. August bis 10. August 2008.
| Datum                 |                        | Ergebnis                         |                          |
| --------------------- | ---------------------- | -------------------------------- | ------------------------ |
| 07.08.2008, 20:30 Uhr | SV Niederauerbach      | 1:5 (1:3)                        | 1. FC Köln               |
| 08.08.2008, 20:30 Uhr | Preußen Münster        | 0:0 n. V. (5:6 i. E.)            | VfL Bochum               |
| 08.08.2008, 20:30 Uhr | Eintracht Trier        | 1:3 (1:1)                        | Hertha BSC               |
| 08.08.2008, 20:30 Uhr | FC Erzgebirge Aue      | 0:0 n. V. (5:4 i. E.)            | FC St. Pauli             |
| 08.08.2008, 20:30 Uhr | Kickers Offenbach      | 1:0 (1:0)                        | SpVgg Greuther Fürth     |
| 08.08.2008, 20:30 Uhr | FSV Frankfurt          | 2:0 (0:0)                        | VfL Osnabrück            |
| 08.08.2008, 20:30 Uhr | SpVgg Unterhaching     | 0:2 (0:1)                        | SC Freiburg              |
| 09.08.2008, 15:30 Uhr | Eintracht Nordhorn     | 3:9 (1:4)                        | Werder Bremen            |
| 09.08.2008, 15:30 Uhr | FC Wegberg-Beeck       | 1:4 (1:1)                        | Alemannia Aachen         |
| 09.08.2008, 15:30 Uhr | SV Babelsberg 03       | 1:2 n. V. (1:1, 0:0)             | 1. FSV Mainz 05          |
| 09.08.2008, 15:30 Uhr | Hallescher FC          | 0:5 (0:1)                        | Hannover 96              |
| 09.08.2008, 15:30 Uhr | Holstein Kiel          | 0:2 (0:1)                        | Hansa Rostock            |
| 09.08.2008, 15:30 Uhr | FC Ingolstadt 04       | 1:3 (1:0)                        | Hamburger SV             |
| 09.08.2008, 15:30 Uhr | VfB Fichte Bielefeld   | 1:8 (0:7)                        | Borussia Mönchengladbach |
| 09.08.2008, 15:30 Uhr | Rot-Weiss Essen        | 1:3 (1:1)                        | Borussia Dortmund        |
| 09.08.2008, 19:30 Uhr | SC Pfullendorf         | 0:3 (0:2)                        | Eintracht Frankfurt      |
| 09.08.2008, 19:30 Uhr | SC Paderborn 07        | 1:1 n. V. (0:0) (1:3 i. E.)      | FC Augsburg              |
| 09.08.2008, 19:30 Uhr | FC 08 Homburg          | 0:3 (0:1)                        | FC Schalke 04            |
| 09.08.2008, 19:30 Uhr | Tennis Borussia Berlin | 0:3 (0:2)                        | Energie Cottbus          |
| 09.08.2008, 19:30 Uhr | FC Carl Zeiss Jena     | 2:1 (0:0)                        | 1. FC Kaiserslautern     |
| 10.08.2008, 14:30 Uhr | SpVgg Ansbach 09       | 0:5 (0:3)                        | Karlsruher SC            |
| 10.08.2008, 14:30 Uhr | ASV Bergedorf 85       | 1:5 (0:1)                        | MSV Duisburg             |
| 10.08.2008, 14:30 Uhr | TSG Neustrelitz        | 0:2 (0:2)                        | TSV 1860 München         |
| 10.08.2008, 14:30 Uhr | 1. FC Heidenheim 1846  | 0:3 (0:0)                        | VfL Wolfsburg            |
| 10.08.2008, 16:00 Uhr | FC Oberneuland         | 1:1 n. V. (1:1, 0:0) (5:4 i. E.) | TuS Koblenz              |
| 10.08.2008, 16:00 Uhr | SV Darmstadt 98        | 0:2 (0:0)                        | SV Wehen Wiesbaden       |
| 10.08.2008, 16:00 Uhr | ASV Durlach            | 1:2 (0:1)                        | Arminia Bielefeld        |
| 10.08.2008, 17:30 Uhr | FC Hansa Lüneburg      | 0:5 (0:2)                        | VfB Stuttgart            |
| 10.08.2008, 17:30 Uhr | Rot Weiss Ahlen        | 0:0 n. V. (3:4 i. E.)            | 1. FC Nürnberg           |
| 10.08.2008, 17:30 Uhr | Rot-Weiß Oberhausen    | 2:3 n. V. (1:1, 0:0)             | Bayer 04 Leverkusen      |
| 10.08.2008, 17:30 Uhr | Chemnitzer FC          | 0:1 (0:0)                        | 1899 Hoffenheim          |
| 10.08.2008, 20:30 Uhr | FC Rot-Weiß Erfurt     | 3:4 (1:2)                        | FC Bayern München        |

## 2. Hauptrunde
Die Spiele der 2. Runde wurden am 23. und 24. September 2008 ausgetragen.
| Datum                 |                     | Ergebnis              |                          |
| --------------------- | ------------------- | --------------------- | ------------------------ |
| 23.09.2008, 19:00 Uhr | FC Erzgebirge Aue   | 1:2 (1:1)             | Werder Bremen            |
| 23.09.2008, 19:00 Uhr | Energie Cottbus     | 3:0 (1:0)             | Borussia Mönchengladbach |
| 23.09.2008, 19:00 Uhr | 1. FSV Mainz 05     | 3:1 (0:0)             | 1. FC Köln               |
| 23.09.2008, 19:00 Uhr | Eintracht Frankfurt | 1:2 n. V. (1:1, 1:0)  | Hansa Rostock            |
| 23.09.2008, 20:30 Uhr | FC Schalke 04       | 2:0 (0:0)             | Hannover 96              |
| 23.09.2008, 20:30 Uhr | TSV 1860 München    | 0:0 n. V. (5:4 i. E.) | MSV Duisburg             |
| 23.09.2008, 20:30 Uhr | FC Augsburg         | 0:2 (0:1)             | Bayer 04 Leverkusen      |
| 24.09.2008, 19:00 Uhr | Kickers Offenbach   | 0:2 (0:1)             | Karlsruher SC            |
| 24.09.2008, 19:00 Uhr | FC Oberneuland      | 0:7 (0:3)             | VfL Wolfsburg            |
| 24.09.2008, 19:00 Uhr | SV Wehen Wiesbaden  | 1:0 (0:0)             | Alemannia Aachen         |
| 24.09.2008, 19:00 Uhr | Hamburger SV        | 2:0 (1:0)             | VfL Bochum               |
| 24.09.2008, 19:00 Uhr | Borussia Dortmund   | 2:1 n. V. (1:1, 1:1)  | Hertha BSC               |
| 24.09.2008, 20:30 Uhr | FC Carl Zeiss Jena  | 1:0 (1:0)             | FSV Frankfurt            |
| 24.09.2008, 20:30 Uhr | VfB Stuttgart       | 2:0 (1:0)             | Arminia Bielefeld        |
| 24.09.2008, 20:30 Uhr | SC Freiburg         | 3:1 (0:1)             | 1899 Hoffenheim          |
| 24.09.2008, 20:30 Uhr | FC Bayern München   | 2:0 (1:0)             | 1. FC Nürnberg           |

## Achtelfinale
Die Spiele im Achtelfinale des DFB-Pokals fanden am 27. und 28. Januar 2009 statt.
| Datum                 |                     | Ergebnis  |                    |
| --------------------- | ------------------- | --------- | ------------------ |
| 27.01.2009, 19:00 Uhr | Hamburger SV        | 3:1 (1:0) | TSV 1860 München   |
| 27.01.2009, 19:00 Uhr | FC Carl Zeiss Jena  | 1:4 (0:1) | FC Schalke 04      |
| 27.01.2009, 20:30 Uhr | SC Freiburg         | 1:3 (0:0) | 1. FSV Mainz 05    |
| 27.01.2009, 20:30 Uhr | VfB Stuttgart       | 1:5 (0:3) | FC Bayern München  |
| 28.01.2009, 19:00 Uhr | Bayer 04 Leverkusen | 3:1 (3:0) | Energie Cottbus    |
| 28.01.2009, 19:00 Uhr | Borussia Dortmund   | 1:2 (1:0) | Werder Bremen      |
| 28.01.2009, 20:30 Uhr | Karlsruher SC       | 0:1 (0:0) | SV Wehen Wiesbaden |
| 28.01.2009, 20:30 Uhr | VfL Wolfsburg       | 5:1 (0:0) | Hansa Rostock      |

## Viertelfinale
Die Spiele im Viertelfinale des DFB-Pokals fanden am 3. und 4. März 2009 statt.
| Datum                 |                     | Ergebnis  |                    |
| --------------------- | ------------------- | --------- | ------------------ |
| 03.03.2009, 20:30 Uhr | 1. FSV Mainz 05     | 1:0 (0:0) | FC Schalke 04      |
| 04.03.2009, 19:00 Uhr | VfL Wolfsburg       | 2:5 (2:2) | Werder Bremen      |
| 04.03.2009, 19:00 Uhr | Hamburger SV        | 2:1 (2:0) | SV Wehen Wiesbaden |
| 04.03.2009, 20:30 Uhr | Bayer 04 Leverkusen | 4:2 (0:0) | FC Bayern München  |

## Halbfinale
Die Spiele im Halbfinale des DFB-Pokals fanden am 21. und 22. April 2009 statt.
| Datum                 |                     | Ergebnis                         |                 |
| --------------------- | ------------------- | -------------------------------- | --------------- |
| 21.04.2009, 20:30 Uhr | Bayer 04 Leverkusen | 4:1 n. V. (1:1, 0:0)             | 1. FSV Mainz 05 |
| 22.04.2009, 20:30 Uhr | Hamburger SV        | 1:1 n. V. (1:1, 0:1) (1:3 i. E.) | Werder Bremen   |

## Finale
Das Finale des DFB-Pokals fand am 30. Mai 2009 in Berlin statt.
Mit Werder Bremen gewann zum ersten Mal eine Mannschaft den Wettbewerb, die im Turnierverlauf ausschließlich Auswärtsspiele bestritten hatte. Bereits 1994/95 hatte der Zweitligist  VfL Wolfsburg das Finale nur durch Erfolge in Auswärtsspielen erreicht, das Finale aber verloren. 2021/22 erreichte dann der SC Freiburg als dritte Mannschaft nur in Auswärtsspielen das Finale, verlor dieses aber ebenfalls. Auf dem Weg ins Finale wurde der Hamburger SV im Halbfinale im Elfmeterschießen, dem 13. der Bremer in ihrer Pokalgeschichte, von Werder besiegt. Keine Mannschaft suchte die Entscheidung bisher häufiger vom Punkt.
Dieses Finale wurde zum ersten Mal nach 13 Jahren (1995/96) von zwei Mannschaften bestritten, die sich beide nicht über die Liga oder den Europapokal für einen internationalen Wettbewerb qualifiziert hatten.
| Paarung             | Bayer 04 Leverkusen – Werder Bremen |
| Ergebnis            | 0:1 (0:0) |
| Datum               | 30. Mai 2009 um 20:00 Uhr |
| Stadion             | Olympiastadion, Berlin |
| Zuschauer           | 72.954 (ausverkauft) |
| Schiedsrichter      | Helmut Fleischer (Ulm) |
| Tore                | 0:1 Özil (58.) |
| Bayer 04 Leverkusen | René Adler – Gonzalo Castro (85. Angelos Charisteas), Manuel Friedrich, Lukas Sinkiewicz, Michal Kadlec – Renato Augusto, Simon Rolfes , Arturo Vidal (85. Toni Kroos), Tranquillo Barnetta – Stefan Kießling, Patrick Helmes Cheftrainer: Bruno Labbadia |
| Werder Bremen       | Tim Wiese – Clemens Fritz, Naldo, Sebastian Prödl, Sebastian Boenisch – Frank Baumann (59. Peter Niemeyer), Torsten Frings, Mesut Özil (87. Alexandros Tziolis), Diego – Claudio Pizarro, Hugo Almeida (90. Markus Rosenberg) Cheftrainer: Thomas Schaaf  |
| Gelbe Karten        | Vidal (68.) – Prödl (37.), Niemeyer (84.), Frings (90.+2'), Wiese (90.+2') |

## Siegermannschaft
(in Klammern sind die Spiele und Tore angegeben)
| 1.                       | Werder Bremen |
| Wappen von Werder Bremen | - Tor: Tim Wiese (5/–); Nico Pellatz (1/–) - Abwehr: Clemens Fritz (6/–); Sebastian Boenisch (5/–); Naldo (5/–); Per Mertesacker (3/1); Petri Pasanen (3/–); Sebastian Prödl (3/–); Duško Tošić (1/–) - Mittelfeld: Diego (5/2); Mesut Özil (5/2); Torsten Frings (5/–); Frank Baumann (4/–); Peter Niemeyer (4/–); Alexandros Tziolis (4/–); Jurica Vranješ (2/1); Aaron Hunt (2/–); Daniel Jensen (2/–) - Angriff: Markus Rosenberg (5/5); Hugo Almeida (5/4); Claudio Pizarro (5/4) - Trainer: Thomas Schaaf |

* Boubacar Sanogo (1/1) verließ den Verein während der Saison.

## Beste Torschützen
Nachfolgend sind die besten Torschützen des DFB-Pokals 2008/09 aufgeführt. Die Sortierung erfolgt nach Anzahl ihrer Treffer bzw. bei gleicher Toranzahl alphabetisch.
| \| Rang \| Spieler \| Verein \| Tore \| \| ---- \| ---------------- \| ------------------------ \| ---- \| \| 1 \| Edin Džeko \| VfL Wolfsburg \| 6 \| \| \| Ivica Olić \| Hamburger SV \| 6 \| \| 3 \| Markus Rosenberg \| Werder Bremen \| 5 \| \| 4 \| Hugo Almeida \| Werder Bremen \| 4 \| \| \| Aristide Bancé \| 1. FSV Mainz 05 \| 4 \| \| \| Grafite \| VfL Wolfsburg \| 4 \| \| \| Claudio Pizarro \| Werder Bremen \| 4 \| \| 8 \| Jefferson Farfán \| FC Schalke 04 \| 3 \| \| \| Mario Gómez \| VfB Stuttgart \| 3 \| \| \| Patrick Helmes \| Bayer 04 Leverkusen \| 3 \| \| \| Miroslav Klose \| FC Bayern München \| 3 \| \| \| Marko Marin \| Borussia Mönchengladbach \| 3 \| \| \| Mladen Petrić \| Hamburger SV \| 3 \| \| \| Dimitar Rangelow \| Energie Cottbus \| 3 \| \| \| Ervin Skela \| Energie Cottbus \| 3 \| \| \| Arturo Vidal \| Bayer 04 Leverkusen \| 3 \| |                  |                          |      |
| Rang | Spieler          | Verein                   | Tore |
| 1 | Edin Džeko       | VfL Wolfsburg            | 6    |
| | Ivica Olić       | Hamburger SV             | 6    |
| 3 | Markus Rosenberg | Werder Bremen            | 5    |
| 4 | Hugo Almeida     | Werder Bremen            | 4    |
| | Aristide Bancé   | 1. FSV Mainz 05          | 4    |
| | Grafite          | VfL Wolfsburg            | 4    |
| | Claudio Pizarro  | Werder Bremen            | 4    |
| 8 | Jefferson Farfán | FC Schalke 04            | 3    |
| | Mario Gómez      | VfB Stuttgart            | 3    |
| | Patrick Helmes   | Bayer 04 Leverkusen      | 3    |
| | Miroslav Klose   | FC Bayern München        | 3    |
| | Marko Marin      | Borussia Mönchengladbach | 3    |
| | Mladen Petrić    | Hamburger SV             | 3    |
| | Dimitar Rangelow | Energie Cottbus          | 3    |
| | Ervin Skela      | Energie Cottbus          | 3    |
| | Arturo Vidal     | Bayer 04 Leverkusen      | 3    |